# گریت الینگهم
گریت الینگهم (به انگلیسی: Great Ellingham) یک روستا و محله مدنی در بریتانیا است که در Breckland District واقع شده‌است. گریت الینگهم ۱۱٫۱۴ کیلومتر مربع مساحت و ۱٬۱۰۸ نفر جمعیت دارد.